# Colegio Nacional de Buenos Aires
Il Colegio Nacional de Buenos Aires (abbreviato CNBA) è una scuola secondaria d’élite, che si trova a Buenos Aires in Argentina, collegata all'università di Buenos Aires. Fondata in età coloniale dall'amministrazione spagnola come collegio gesuitico con il nome di "Collegio reale di San Carlo", dopo la rivoluzione di Maggio subì molte trasformazioni di orientamento ideologico e di nome, dovute ai regimi politici che si sono succeduti, nonché qualche cambiamento architettonico. 

## Storia
Laddove sorge il Colegio Nacional si susseguì, a partire dal Seicento, una serie di istituzioni scolastiche considerate come un'unica istituzione che negli anni cambiò semplicemente proprietario, orientamento ideologico o sede. 
Nel 1654 il cabildo di Buenos Aires affidò all'ordine dei gesuiti il compito dell'educazione dei giovani e vi si stabilirono nel 1661 in quella che sarà in seguito chiamata Manzana de las Luces. Tuttavia, i gesuiti furono espulsi dalle Americhe nel 1767 ed il viceré Juan José de Vértiz y Salcedo lo rifondò come Real Colegio de San Carlos (o Colegio Carolino).
Juan Martín de Pueyrredón riorganizzò il collegio, ribattezzandolo Colegio Unión del Sud (o Colegio de la Unión); successivamente Rivadavia, rimodellò a sua volta l'istituto in Colegio de Ciencias Morales. 
Nel 1863, dopo l'unificazione argentina, il presidente Bartolomé Mitre unitamente a José Eusebio Agüero, istituirono nello stesso luogo il Colegio Nacional de Buenos Aires; infine, nel 1911 il Colegio nacional fu incorporato nell'università di Buenos Aires.
A partire dal 1955, in seguito alla riforma universitaria, il Colegio Nacional ritrovò la sua funzione di scuola pilota sperimentale e ammise le donne, sia come allieve che come insegnanti; le prime studentesse si iscrissero nel 1959 e si diplomarono nel 1964.

## Struttura
Il Colegio Nacional ha sede al numero 263 di calle Bolívar, nella città di Buenos Aires. L'edificio dell'ente è fu progettato intorno al 1910 dall'architetto francese Norbert Maillart e nell'isolato è delimitato dalle vie Bolívar, Moreno, Perú e Alsina, chiamato Manzana de las Luces, nel barrio di Monserrat. 
Il collegio ospita una biblioteca, possiede un osservatorio astronomico dotato di telescopio, una stazione radio amatoriale, una sala di proiezione, una piscina, una sala d'informatica e laboratori di scienze, scultura e geografia.